# Papilio hellanichus
Papilio hellanichus är en fjärilsart som beskrevs av William Chapman Hewitson 1868.
Papilio hellanichus ingår i släktet Papilio och familjen riddarfjärilar. Inga underarter finns listade i Catalogue of Life.

## Bildgalleri

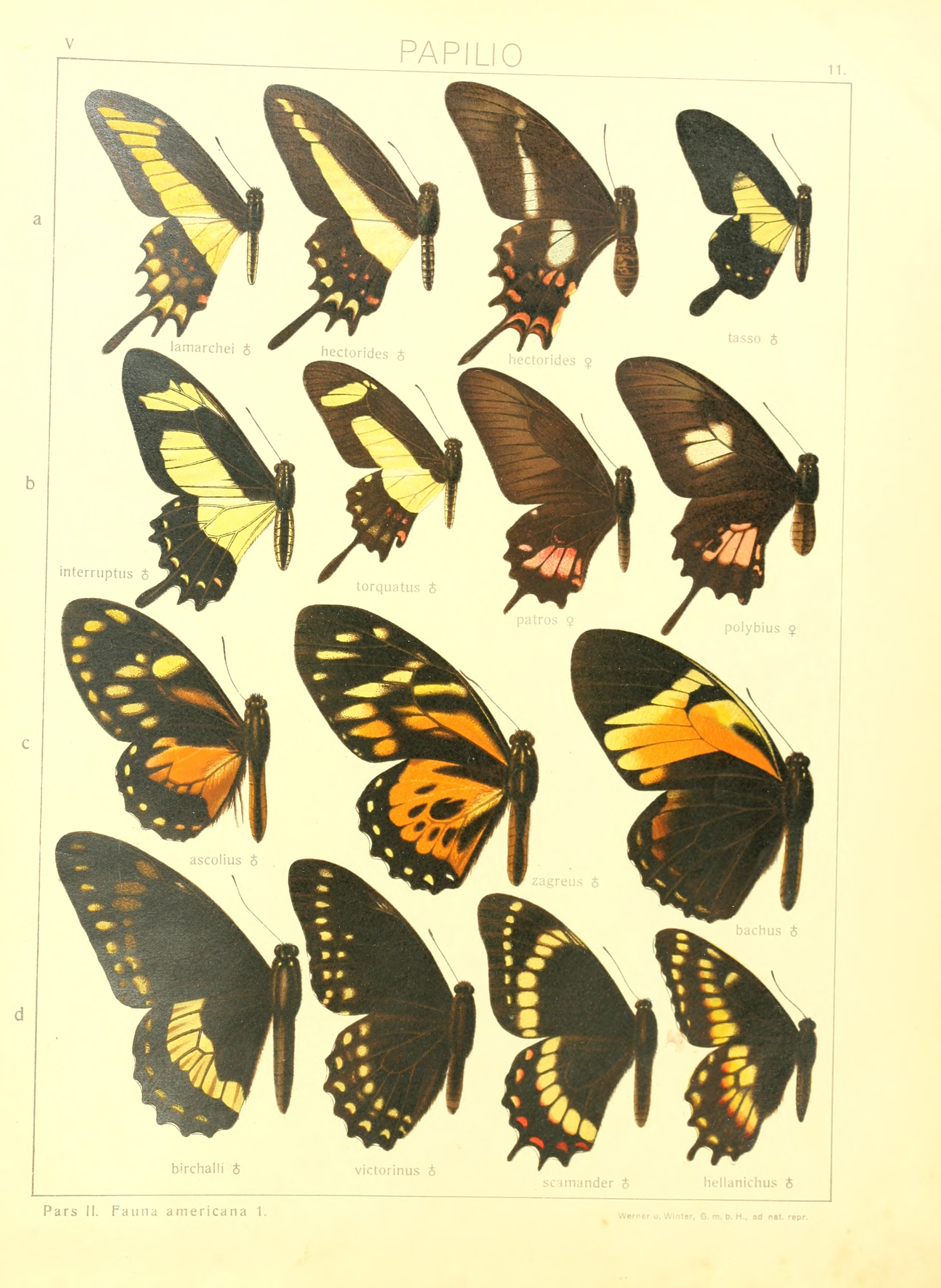